# Ermitage Saint-Michel-Archange (San Cristóbal de La Laguna)
L'Ermitage Saint-Michel-Archange de San Cristóbal de la Laguna, sur l'île de Tenerife (Canaries, Espagne) est situé sur la plaza del Adelantado. Saint-Michel-Archange est le saint patron de l'île de Tenerife et de la Mairie de San Cristóbal de la Laguna, son image apparaît reflétée dans les armes des deux.
L'ermitage, avec autres bâtiments anciens environnants, constitue une attestation éloquente de cet environnement pleinement historique qui jadis offrait à la place son harmonie architecturale. 